# الفرع الأذني للشريان الأذني الخلفي
الفرع الأذني للشريان الأذني الخلفي (بالإنجليزية: Auricular branch of posterior auricular artery)‏‏ هو شريان يتفرعُ من شريان أذني خلفي.